# Brakycefal

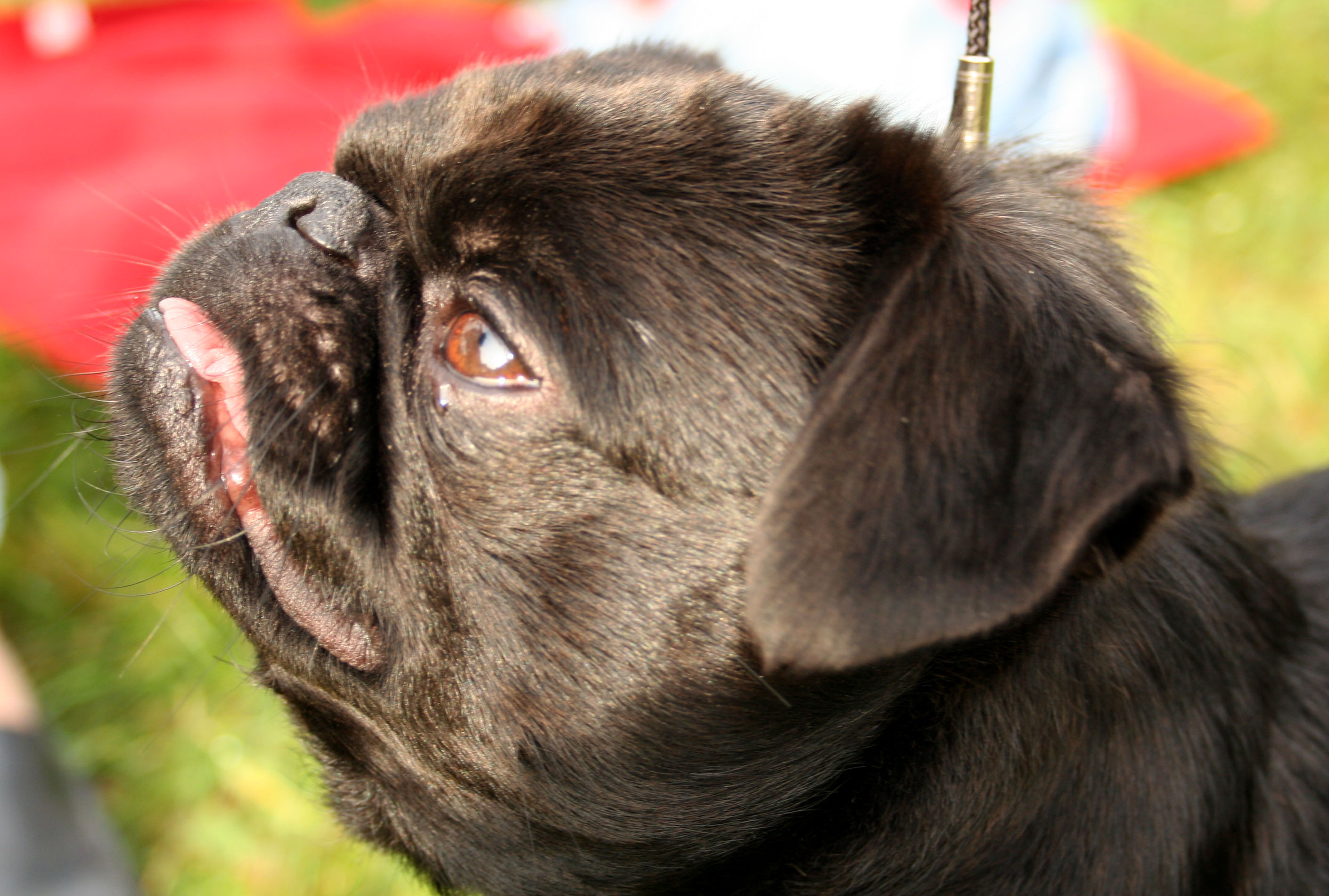
En brakycefal hundras, Petit Brabançon.

Brakycefal eller brachycephal, av grekiska brachys, "kort", och kefale, "huvud", "kortskalle" eller "korthuvud", är ett begrepp som används för att beskriva skallform hos bland annat hundar och katter.
Det är även en äldre antropologisk beteckning på människoraser eller individer med kortare huvudskål. Termen infördes i svensk vetenskap av Anders Adolf Retzius. Motsatsen är dolikocefal, "långskalle", och mellanformer kallades mesocefal. Terminologin är idag helt föråldrad inom antropologin. 
Begreppet används däremot fortfarande för att beskriva skallform hos bland annat hundar och katter.

## Brakycefala hundraser
Hundraser med extremt kort nos kallas brachycephala (trubbnosiga) på grund av att hundarnas skallben är kortare än normalt. Brakycefala hundraser är bland andra engelsk och fransk bulldogg, mops, bostonterrier och pekinges.
Hundens yttre påverkas starkt av arvsanlagen och trubbnosiga hundar är egentligen resultatet av avlande på ärftliga defekter. Korta skallben orsakas av gener som det naturliga urvalet skulle ha gallrat bort och missriktade avelsmål är den första av orsakerna till de ökande ärftliga problemen i många hundraser.
Avel på platta ansikten och förkortning av skallbenet har medfört att skallens hud och mjukdelar över tid genetiskt inte har följt med i utvecklingen.

### Komplikationer
Platt ansikte och förkortning av skallbenet har mer och mer kommit att utgöra ett hot mot hundens hälsa.

#### Andningsorganen
Många trubbnoshundar kan inte andas normalt. Det finns raser med extremt hoptryckta nosar, ibland så starkt hoptryckta att andningen försvåras beroende på defekter i andningsvägarna. Detta beror på att nosborröppningarna är kraftigt knipta vilket  ger mycket begränsad möjlighet att andas in den luft de behöver. Andningsbevär kan även orsakas av ett trångt svalg med ett långt gomsegel. 
Det förekommer att andningsorganen hos trubbnoshundar beskrivs med ”för rasen normalt”, med variabilitet för vad som kan anses tillfredsställande.

#### Hudproblem
Även om skallen blir kortare och plattare blir huden inte kortare varvid ett överskott av hud uppstår. Huden veckar sig speciellt över ansiktet och de djupa vecken utgör en varm och fuktig miljö som bland annat ger upphov till eksem och gynnar tillväxten av bakterier.

#### Förlossningskomplikationer
Några raser har förstorade huvuden och måste förlösas med kejsarsnitt därför att födslovägarna är för trånga. Det är vanligt förekommande hos trubbnosiga hundar, i huvudsak på grund av deras anatomiska utformning. I förhållande till tikens bäcken har valparna stora, trubbiga huvuden och breda skuldror. Orsaker till valpningsproblem kan ligga hos tiken  eller hos valparna.

#### Ögonproblem
Platta ansikten hos de trubbnosiga hundarna gör att ögonhålorna blir grunda. Detta medför att ögonen markant står ut vilket orsakar att ögonen blir torra och att hundarna kan drabbas av ögonskador på grund av ögonens utsatta läge.  